# 1973年ベルギーグランプリ
1973年ベルギーグランプリ（英: 1973 Belgian Grand Prix）は、1973年のF1世界選手権第5戦として、1973年5月20日にゾルダー・サーキットで開催された。
30回目の「ヨーロッパグランプリ」の冠がかけられたレースは、ティレル・006を駆るジャッキー・スチュワートが優勝した。

## レース前
ベルギーGPは前年のニヴェル・ボレールからゾルダー・サーキットに移った。しかし、本レースの開催1週間前にジャッキー・スチュワート、エマーソン・フィッティパルディ、フランソワ・セベールといった数人のドライバーがコースを視察した後、過去のレースによる影響で路面が荒れたことを指摘し、ゾルダー・サーキットの所有者は本レースのわずか1週間前にコースの再舗装を行うことを即座に決めた。

## エントリー
本レースからカーナンバーが年間を通じて固定された。翌1974年は前年度（1973年）のコンストラクターズランキング順に割り当てられ、以後1995年まではドライバーズチャンピオンにならない限り（または前年度チャンピオンとの契約がない限り）、カーナンバーを変更することはなかった。
フェラーリはアルトゥーロ・メルツァリオ用の312B3が完成せず、前戦スペインGP同様ジャッキー・イクスのみ参加する。エンサインもマシンが完成せず欠場した。テクノは細身のシャシーに前年型のサスペンションを合体させた新車PA123/6で復帰したが、スポンサーのマルティーニ・エ・ロッシとチームの間の混乱から、並行して別のマシンが制作されていく。ドライバーは前年をもってF1から撤退したマトラからクリス・エイモンが移籍してきた。

### エントリーリスト
| チーム                                             | No. | ドライバー                     | コンストラクター | シャシー | エンジン                         | タイヤ |
| -------------------------------------------------- | --- | ------------------------------ | ---------------- | -------- | -------------------------------- | ------ |
| ジョン・プレイヤー・チーム・ロータス               | 1   | エマーソン・フィッティパルディ | ロータス         | 72E      | フォード・コスワース DFV 3.0L V8 | G      |
| ジョン・プレイヤー・チーム・ロータス               | 2   | ロニー・ピーターソン           | ロータス         | 72E      | フォード・コスワース DFV 3.0L V8 | G      |
| スクーデリア・フェラーリ SpA SEFAC                 | 3   | ジャッキー・イクス             | フェラーリ       | 312B3    | フェラーリ 001/11 3.0L F12       | G      |
| スクーデリア・フェラーリ SpA SEFAC                 | 4   | アルトゥーロ・メルツァリオ 1   | フェラーリ       | 312B3    | フェラーリ 001/11 3.0L F12       | G      |
| エルフ・チーム・ティレル                           | 5   | ジャッキー・スチュワート       | ティレル         | 006      | フォード・コスワース DFV 3.0L V8 | G      |
| エルフ・チーム・ティレル                           | 6   | フランソワ・セベール           | ティレル         | 006      | フォード・コスワース DFV 3.0L V8 | G      |
| ヤードレー・チーム・マクラーレン                   | 7   | デニス・ハルム                 | マクラーレン     | M23      | フォード・コスワース DFV 3.0L V8 | G      |
| ヤードレー・チーム・マクラーレン                   | 8   | ピーター・レブソン             | マクラーレン     | M23      | フォード・コスワース DFV 3.0L V8 | G      |
| チェラミカ・パニョッシン・チーム・MRD              | 9   | アンドレア・デ・アダミッチ     | ブラバム         | BT37     | フォード・コスワース DFV 3.0L V8 | G      |
| モーターレーシング・ディベロップメンツ・リミテッド | 10  | カルロス・ロイテマン           | ブラバム         | BT42     | フォード・コスワース DFV 3.0L V8 | G      |
| モーターレーシング・ディベロップメンツ・リミテッド | 11  | ウィルソン・フィッティパルディ | ブラバム         | BT42     | フォード・コスワース DFV 3.0L V8 | G      |
| エンバシー・レーシング                             | 12  | グラハム・ヒル                 | シャドウ         | DN1      | フォード・コスワース DFV 3.0L V8 | G      |
| STP・マーチ・レーシングチーム                      | 14  | ジャン＝ピエール・ジャリエ     | マーチ           | 721G     | フォード・コスワース DFV 3.0L V8 | G      |
| クラーク＝モーダウント＝ガスリー・レーシング       | 15  | マイク・ボイトラー             | マーチ           | 731      | フォード・コスワース DFV 3.0L V8 | F      |
| UOP・シャドウ・レーシングチーム                    | 16  | ジョージ・フォルマー           | シャドウ         | DN1      | フォード・コスワース DFV 3.0L V8 | G      |
| UOP・シャドウ・レーシングチーム                    | 17  | ジャッキー・オリバー           | シャドウ         | DN1      | フォード・コスワース DFV 3.0L V8 | G      |
| チーム・エンサイン                                 | 18  | リッキー・フォン・オペル 1     | エンサイン       | N173     | フォード・コスワース DFV 3.0L V8 | F      |
| マールボロ・BRM                                    | 19  | クレイ・レガツォーニ           | BRM              | P160E    | BRM P142 3.0L V12                | F      |
| マールボロ・BRM                                    | 20  | ジャン＝ピエール・ベルトワーズ | BRM              | P160E    | BRM P142 3.0L V12                | F      |
| マールボロ・BRM                                    | 21  | ニキ・ラウダ                   | BRM              | P160E    | BRM P142 3.0L V12                | F      |
| マルティーニ・レーシング                           | 22  | クリス・エイモン               | テクノ           | PA123/6  | テクノ シリーズP 3.0L F12        | F      |
| ブルックボンド・オクソ・チーム・サーティース       | 23  | マイク・ヘイルウッド           | サーティース     | TS14A    | フォード・コスワース DFV 3.0L V8 | F      |
| ブルックボンド・オクソ・チーム・サーティース       | 24  | カルロス・パーチェ             | サーティース     | TS14A    | フォード・コスワース DFV 3.0L V8 | F      |
| フランク・ウィリアムズ・レーシングカーズ           | 25  | ハウデン・ガンレイ             | イソ・マールボロ | IR       | フォード・コスワース DFV 3.0L V8 | F      |
| フランク・ウィリアムズ・レーシングカーズ           | 26  | ナンニ・ギャリ                 | イソ・マールボロ | IR       | フォード・コスワース DFV 3.0L V8 | F      |
| ソース:                                            |     |                                |                  |          |                                  |        |

追記
- ^1 - マシンが準備できず欠場[8]

## 予選
先述の通り路面を再舗装したものの、金曜日の練習走行中にマシンが通過するにつれて路面が2箇所で剥がれ落ち、ジョージ・フォルマー（シャドウ）とジャン＝ピエール・ジャリエ（マーチ）が事故に見舞われた。フランソワ・セベール、エマーソン・フィッティパルディ、ジャッキー・スチュワートはコースの安全性を理由に走行を拒否し、セベールはFIAに対し、サーキットがコースの再舗装を行わければレースをキャンセルすると迫った。これに伴い、同日の夜に改めて再舗装が行われ、翌土曜日の練習走行及び予選は無事行われた。
ロニー・ピーターソン（ロータス）がポールポジションを獲得し、マクラーレン・M23を駆るデニス・ハルムが2番手に付けてフロントローを分け合った。2列目はジャッキー・イクス（フェラーリ）とセベール（ティレル）、3列目はジャン＝ピエール・ベルトワーズ（BRM）とスチュワート（ティレル）が並び、E.フィッティパルディ（ロータス）は9番手からスタートする。ジャリエはアクシデントによりマーチ・731が破損したため、古い721Gに乗り換えた。

### 予選結果
| 順位    | No. | ドライバー                     | コンストラクター          | タイム  | 差    | グリッド |
| ------- | --- | ------------------------------ | ------------------------- | ------- | ----- | -------- |
| 1       | 2   | ロニー・ピーターソン           | ロータス-フォード         | 1:22.46 | -     | 1        |
| 2       | 7   | デニス・ハルム                 | マクラーレン-フォード     | 1:23.00 | +0.54 | 2        |
| 3       | 3   | ジャッキー・イクス             | フェラーリ                | 1:23.10 | +0.64 | 3        |
| 4       | 6   | フランソワ・セベール           | ティレル-フォード         | 1:23.22 | +0.76 | 4        |
| 5       | 20  | ジャン＝ピエール・ベルトワーズ | BRM                       | 1:23.25 | +0.79 | 5        |
| 6       | 5   | ジャッキー・スチュワート       | ティレル-フォード         | 1:23.28 | +0.82 | 6        |
| 7       | 10  | カルロス・ロイテマン           | ブラバム-フォード         | 1:23.34 | +0.88 | 7        |
| 8       | 24  | カルロス・パーチェ             | サーティース-フォード     | 1:23.34 | +0.88 | 8        |
| 9       | 1   | エマーソン・フィッティパルディ | ロータス-フォード         | 1:23.44 | +0.98 | 9        |
| 10      | 8   | ピーター・レブソン             | マクラーレン-フォード     | 1:23.52 | +1.06 | 10       |
| 11      | 16  | ジョージ・フォルマー           | シャドウ-フォード         | 1:23.86 | +1.40 | 11       |
| 12      | 19  | クレイ・レガツォーニ           | BRM                       | 1:23.91 | +1.45 | 12       |
| 13      | 23  | マイク・ヘイルウッド           | サーティース-フォード     | 1:23.96 | +1.50 | 13       |
| 14      | 21  | ニキ・ラウダ                   | BRM                       | 1:24.51 | +2.05 | 14       |
| 15      | 22  | クリス・エイモン               | テクノ                    | 1:24.79 | +2.33 | 15       |
| 16      | 14  | ジャン＝ピエール・ジャリエ     | マーチ-フォード           | 1:24.83 | +2.37 | 16       |
| 17      | 26  | ナンニ・ギャリ                 | イソ・マールボロ-フォード | 1:24.89 | +2.43 | 17       |
| 18      | 9   | アンドレア・デ・アダミッチ     | ブラバム-フォード         | 1:25.28 | +2.82 | 18       |
| 19      | 11  | ウィルソン・フィッティパルディ | ブラバム-フォード         | 1:25.57 | +3.11 | 19       |
| 20      | 15  | マイク・ボイトラー             | マーチ-フォード           | 1:25.77 | +3.31 | 20       |
| 21      | 25  | ハウデン・ガンレイ             | イソ・マールボロ-フォード | 1:26.68 | +4.22 | 21       |
| 22      | 17  | ジャッキー・オリバー           | シャドウ-フォード         | 1:28.12 | +5.66 | 22       |
| 23      | 12  | グラハム・ヒル                 | シャドウ-フォード         | 1:30.45 | +7.99 | 23       |
| ソース: |     |                                |                           |         |       |          |

## 決勝
ポールポジションからスタートするロニー・ピーターソンがウォームアップ中にクラッシュし、メカニックは決勝を前にロータス・72Eを修理することを余儀なくされた。
スタートでピーターソンが先行し、その後ろをフランソワ・セベールが追いかけ、ジャッキー・イクス、デニス・ハルム、カルロス・ロイテマンが続いた。セベールは2周目にピーターソンを抜いて首位に立ち、2位以下を引き離し始める。イクスは6周目にオイルポンプの故障によってオイルが漏れてリタイアし、ハルムはイクスのオイルに乗ってしまい大きく順位を落とした。これでロイテマンは3位に浮上したが、14周目にエンジントラブルでリタイアした。4周後に3位のエマーソン・フィッティパルディと4位のジャッキー・スチュワートがピーターソンを抜き去り、20周目にはセベールがスピンしてE.フィッティパルディが首位に立った。その5周後にはスチュワートが首位に浮上して後続を引き離し始めた。E.フィッティパルディは燃料圧力に問題を抱え始め、48周目にセベールの後ろまで後退し、スチュワートとセベールによるティレルの1-2体制が出来上がった。
スチュワートはファン・マヌエル・ファンジオに並ぶ通算24勝目を挙げ、ティレルは今季初の1-2フィニッシュを達成した。E.フィッティパルディは2戦続けてマシンに問題を抱えながらの走りだったが、ティレル勢に続く3位でフィニッシュした。旧型ブラバム・BT37を駆るアンドレア・デ・アダミッチが4位入賞を果たし、後にドライバーズチャンピオンとなるBRMのニキ・ラウダが5位でフィニッシュして初のポイントを獲得した。6位はテクノのクリス・エイモンで、同チームも初のポイントを獲得した。
ドライバーズチャンピオン争いは首位のE.フィッティパルディと2位のスチュワートの差が7点に縮まり、コンストラクターズチャンピオン争いはティレルがロータスを1点上回って首位に立った。

### レース結果
| 順位    | No. | ドライバー                     | コンストラクター          | 周回数 | タイム/リタイア原因 | グリッド | ポイント |
| ------- | --- | ------------------------------ | ------------------------- | ------ | ------------------- | -------- | -------- |
| 1       | 5   | ジャッキー・スチュワート       | ティレル-フォード         | 70     | 1:42:13.43          | 6        | 9        |
| 2       | 6   | フランソワ・セベール           | ティレル-フォード         | 70     | +31.84              | 4        | 6        |
| 3       | 1   | エマーソン・フィッティパルディ | ロータス-フォード         | 70     | +2:02.79            | 9        | 4        |
| 4       | 9   | アンドレア・デ・アダミッチ     | ブラバム-フォード         | 69     | +1 Lap              | 18       | 3        |
| 5       | 21  | ニキ・ラウダ                   | BRM                       | 69     | +1 Lap              | 14       | 2        |
| 6       | 22  | クリス・エイモン               | テクノ                    | 67     | +3 Laps             | 15       | 1        |
| 7       | 7   | デニス・ハルム                 | マクラーレン-フォード     | 67     | +3 Laps             | 2        |          |
| 8       | 24  | カルロス・パーチェ             | サーティース-フォード     | 66     | +4 Laps             | 8        |          |
| 9       | 12  | グラハム・ヒル                 | シャドウ-フォード         | 65     | +5 Laps             | 23       |          |
| 10      | 19  | クレイ・レガツォーニ           | BRM                       | 63     | アクシデント        | 12       |          |
| 11      | 15  | マイク・ボイトラー             | マーチ-フォード           | 63     | アクシデント        | 20       |          |
| Ret     | 14  | ジャン＝ピエール・ジャリエ     | マーチ-フォード           | 60     | アクシデント        | 16       |          |
| NC      | 20  | ジャン＝ピエール・ベルトワーズ | BRM                       | 56     | 規定周回数不足      | 5        |          |
| Ret     | 11  | ウィルソン・フィッティパルディ | ブラバム-フォード         | 46     | エンジン            | 19       |          |
| Ret     | 2   | ロニー・ピーターソン           | ロータス-フォード         | 42     | アクシデント        | 1        |          |
| Ret     | 8   | ピーター・レブソン             | マクラーレン-フォード     | 33     | アクシデント        | 10       |          |
| Ret     | 25  | ハウデン・ガンレイ             | イソ・マールボロ-フォード | 16     | アクシデント        | 21       |          |
| Ret     | 10  | カルロス・ロイテマン           | ブラバム-フォード         | 14     | エンジン            | 7        |          |
| Ret     | 16  | ジョージ・フォルマー           | シャドウ-フォード         | 13     | スロットル          | 11       |          |
| Ret     | 17  | ジャッキー・オリバー           | シャドウ-フォード         | 11     | アクシデント        | 22       |          |
| Ret     | 3   | ジャッキー・イクス             | フェラーリ                | 6      | オイルポンプ        | 3        |          |
| Ret     | 26  | ナンニ・ギャリ                 | イソ・マールボロ-フォード | 6      | エンジン            | 17       |          |
| Ret     | 23  | マイク・ヘイルウッド           | サーティース-フォード     | 4      | アクシデント        | 13       |          |
| ソース: |     |                                |                           |        |                     |          |          |

優勝者ジャッキー・スチュワートの平均速度
173.384 km/h (107.736 mph)
ファステストラップ
- フランソワ・セベール - 1:25.42 (28周目)

ラップリーダー
太字は最多ラップリーダー
- ロニー・ピーターソン - 1周 (1)
- フランソワ・セベール - 18周 (2-19)
- エマーソン・フィッティパルディ - 5周 (20-24)
- ジャッキー・スチュワート - 46周 (25-70)

達成された主な記録
- ドライバー
  - 初入賞: ニキ・ラウダ - 18戦目[14]
  - 最終ファステストラップ: フランソワ・セベール - 2回目
  - 最終入賞: アンドレア・デ・アダミッチ[15]
- コンストラクター
  - 初完走/初入賞: テクノ - 9戦目で唯一の完走/入賞[16]
- エンジン
  - 50回目のポールポジション: フォード・コスワース

## 第5戦終了時点のランキング
|         | 順位 | ドライバー                     | ポイント |
| ------- | ---- | ------------------------------ | -------- |
|         | 1    | エマーソン・フィッティパルディ | 35       |
|         | 2    | ジャッキー・スチュワート       | 28       |
|         | 3    | フランソワ・セベール           | 18       |
|         | 4    | ピーター・レブソン             | 9        |
|         | 5    | デニス・ハルム                 | 9        |
| ソース: |      |                                |          |

|         | 順位 | コンストラクター      | ポイント |
| ------- | ---- | --------------------- | -------- |
| 1       | 1    | ティレル-フォード     | 36       |
| 1       | 2    | ロータス-フォード     | 35       |
|         | 3    | マクラーレン-フォード | 15       |
|         | 4    | フェラーリ            | 9        |
|         | 5    | シャドウ-フォード     | 5        |
| ソース: |      |                       |          |

- 注:  トップ5のみ表示。前半8戦のうちベスト7戦及び後半7戦のうちベスト6戦がカウントされる。